# Nicolae Davidescu
Nicolae Davidescu (Bucarest, 1888 – Bucarest, 1954) è stato uno scrittore rumeno.
Si ispirò dapprima alla tradizione latina, scrivendo Revolta fondului nostru latin; in seguito si diresse verso il Simbolismo/Decadentismo, con il poema ciclico Cintecul omului. Scrisse anche alcuni romanzi, tra cui Vioara muta e Fintina cu chipuri.